# Brownse brug

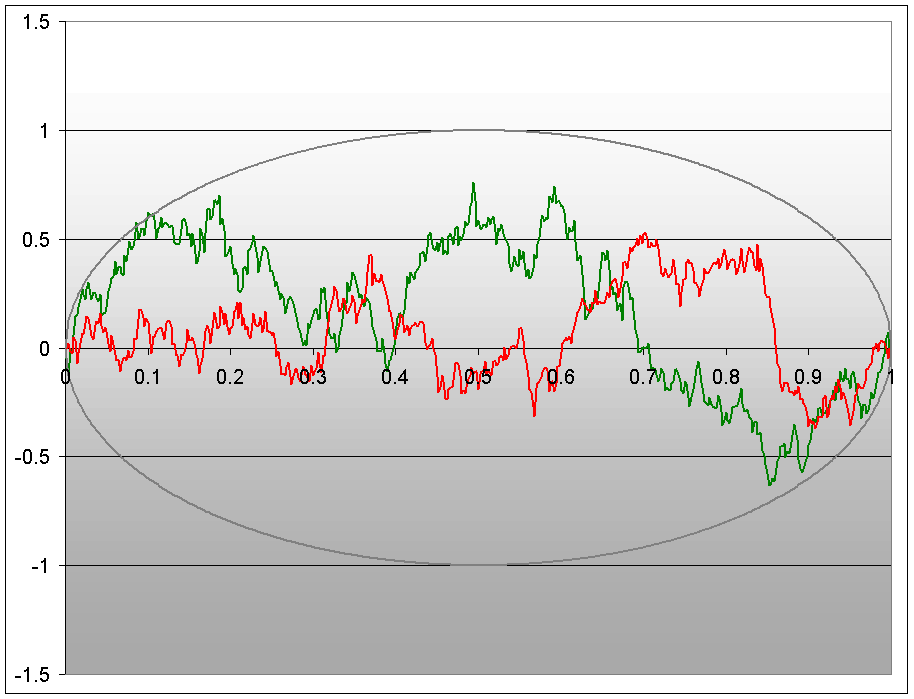
Twee onderling onafhankelijke Brownse bruggen met een tijdshorizon 1. Als marginaal betrouwbaarheidsinterval is het dubbele van de standaarddeviatie (grijze ellips) aangegeven

Een brownse brug is een speciaal stochastisch proces dat wordt voortgebracht door een brownse beweging (ook Wienerproces genoemd). In tegenstelling daarmee heeft een brownse brug een eindige tijdshorizon met een deterministische (niet toevallige) eindwaarde, die gewoonlijk gelijk is aan de beginwaarde. De brownse brug wordt toegepast om toevallige ontwikkelingen te modelleren in data waarvan de waarde op twee tijdstippen bekend is.

## Definitie
Zij {\displaystyle \{(W_{t}),t\geq 0\}} een standaard Wienerproces en {\displaystyle T\geq 0} een vast gekozen tijdstip, dan heet het proces:
{\displaystyle B_{t}=(W_{t}|W_{T}=0),\ t\in [0,T]}
Brownse brug met lengte {\displaystyle T}.
Het enige verschil is dat als voorwaarde geldt dat {\displaystyle W} op tijdstip {\displaystyle T} weer nul wordt. De kansverdeling van {\displaystyle B} is dus op elk moment {\displaystyle t} gegeven door de voorwaardelijke kans:
{\displaystyle P(B_{t}\leq c)=P(W_{t}\leq c|W_{T}=0)}.
In het bijzonder geldt natuurlijk dat {\displaystyle B_{T}=0}. Vandaar de naam van het proces: Er wordt een brug geslagen tussen 0 en {\displaystyle T} waar men vervolgens weer "vaste grond onder de voeten" heeft.

## Eigenschappen
Een aantal fundamentele eigenschappen van het Wienerproces blijven behouden bij de overgang naar een brownse brug, andere gaan verloren:
- De brownse brug heeft bijna zeker continu nergens differentieerbare paden.
- Voor alle {\displaystyle t} is de verwachtingswaarde van de brownse brug {\displaystyle {\rm {E}}B_{t}=0}.
- Voor de covariantie geldt: {\displaystyle {\rm {cov}}(B_{s},B_{t})=\min(s,t)-{\frac {st}{T}}}.
- In het bijzonder geldt dus voor de variantie: {\displaystyle {\rm {var}}(B_{t})=t-{\frac {t^{2}}{T}}}.
- De brownse brug is een Markovproces, maar in tegenstelling tot de brownse beweging geen lévyproces en ook geen martingaal.